# Pakicetus

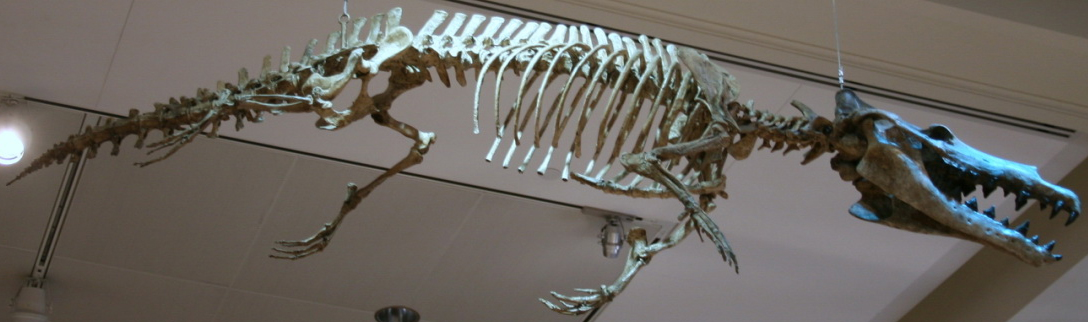
Bộ xương của Pakicetus

Pakicetus là một chi động vật đã tuyệt chủng thuộc bộ Cá voi (Cetacea), tìm thấy trong các lớp đá thuộc Tiền Eocen (55,8 ± 0,2 - 33,9 ± 0,1 triệu năm trước ở Pakistan, vì thế mà có tên gọi khoa học này. Các địa tầng nơi các hóa thạch được tìm thấy khi đó là một phần của vùng duyên hải biển Tethys.
Hóa thạch đầu tiên, một hộp sọ đơn lẻ, được cho là của một loài Mesonychia, nhưng Gingerich và Russell lại công nhận nó như là một dạng cá voi tiền sử do các đặc trưng của tai trong chỉ được tìm thấy ở các dạng cá voi: túi thính giác lớn chỉ được hình thành từ xương tai giữa. Điều này gợi ý rằng nó là loài chuyển tiếp giữa các động vật có vú sống trên đất liền đã tuyệt chủng và các dạng cá voi hiện đại.
Các bộ xương hoàn hảo được phát hiện năm 2001, bộc lộ ra rằng Pakicetus là động vật chủ yếu sống trên đất liền, với kích thước cỡ con sói, và hình dáng rất giống với các loài Mesonychia có quan hệ họ hàng.